# Goulet, Orne
Goulet är en kommun i departementet Orne i regionen Normandie i nordvästra Frankrike. Kommunen ligger i kantonen Écouché som tillhör arrondissementet Argentan. År 2018 hade Goulet 388 invånare.

## Befolkningsutveckling
Antalet invånare i kommunen Goulet
| Referens: INSEE |